# Johan Garpenlöv
Johan Kjell Garpenlöv (* 21. března 1968, Stockholm) je bývalý švédský lední hokejista. Nastupoval především na postu křídelního útočníka. Se švédskou reprezentací se stal mistrem světa v letech 1991 a 1992. Má též stříbrnou medaili ze světového šampionátu konaného roku 1990. Hrál též na Kanadském poháru 1991 (4. místo) a Světovém poháru 1996 (3. místo). Švédskou nejvyšší soutěž hrál za Djurgårdens IF. Během pěti sezón, které v ní strávil, slavil třikrát titul mistra Švédska (1989, 1990, 2001). Většinu kariéry ale prožil v zámoří, v NHL hrál za Detroit Red Wings, San Jose Sharks, Florida Panthers a Atlanta Trashers. V základní části NHL odehrál 609 utkání, zaznamenal 311 kanadských bodů (z toho 114 branek). Dalších 44 zápasů, 19 bodů a 10 gólů přidal v play-off (Stanleyově poháru). Nějaký čas strávil i na farmě Adirondack Red Wings. Po skončení hráčské kariéry se stal manažerem a trenérem, v letech 2010–2011 byl generálním manažerem a v letech 2019–2022 hlavním trenérem švédského národního týmu. Roku 2021 se negativně zapsal do dějin švédského hokeje, když jím vedený tým se poprvé v historii neprobojoval do vyřazovací fáze mistrovství světa.